# Quelques jours avec moi
Quelques jours avec moi är en fransk dramafilm från 1988 i regi av Claude Sautet.
Filmen är baserad på Jean-François Josselins roman med samma namn.

## Rollista i urval
- Daniel Auteuil - Martial Pasquier
- Thérèse Liotard - Régine Pasquier
- Sandrine Bonnaire - Francine
- Danielle Darrieux - Mme. Pasquier
- Jean-Pierre Marielle - M. Fonfier
- Dominique Lavanant - Mme. Fonfier
- Vincent Lindon - Fernand
- Jean-Pierre Castaldi - Max
- Tanya Lopert - Mme. Maillotte
- Philippe Laudenbach - M. Maillotte
- Dominique Blanc - Georgette